# Autol
Autol és un municipi de la Rioja, a la regió de la Rioja Baixa.

## Economia
Autol és el primer centre productor d'Espanya de bolets i xampinyons. Ha estat tradicionalment un poble agrícola els cultius bàsics del qual han estat els de secà i en menor proporció els de regadiu. Així, destaca el cultiu de vinya, cereal i olivera. També té una rica horta, que és la base de les empreses de conserves, una de les principals fonts econòmiques de la població. Actualment té un cultiu intensiu d'espàrrecs, hortalissa, fruita, bolets i xampinyons. També existeixen empreses dedicades a la producció de compost i de llavors.

## Medi natural
Autol està situat en plena Conca del Riu Cidacos, entre la Sierra de Yerga i Peña Isasa. Es caracteritza per tenir un clima continental d'hiverns freds i estius secs i calorosos. Això fa que la serra propera al municipi estigui composta de forest baixa amb abundants herbes aromàtiques, pins laricis i negrals. Respecte a la fauna, destaquen el senglar i el cabirol i les abelles, ja que hi ha una gran quantitat de ruscs artificials que es construeixen a causa de l'abundància de plantes aromàtiques.